# 狄仁杰之神都龙王
《狄仁杰之神都龙王》是一部2013年由华谊兄弟出品、徐克执导的IMAX3D悬疑动作片，为2010年《狄仁傑之通天帝國》的前传。陈国富继续担任总监制，张家鲁、陈国富和徐克联合编剧，动作导演为元彬。趙又廷饰演年轻时的狄仁杰，其他主演包括馮紹峰、林更新、金汎和Angelababy（楊穎），刘嘉玲以友情演出身份继续饰演武则天。2013年9月28日于中国大陆、10月2日于韩国、10月4日于台灣上映。
續集、「狄仁傑」電影系列第三部《狄仁傑之四大天王》於2018年7月上映。

## 剧情
唐高宗李治末年，高宗与武后力排众议出兵攻打敌国——扶余国，不料舰队出海遭遇事故损失惨重，武后亦來到現場勘查，並命令大理寺卿尉迟真金在十天內破案，不然提頭來見。年少的狄仁杰初到洛阳便卷入掳掠“花魁”银睿姬一案，狄仁傑與綁匪搏鬥但雙方實力差距太大，此時有一怪物突然出現解救銀睿姬但被狄仁傑趕跑，危機時刻尉遲真金及時趕到將綁匪就地正法，但也誤以為狄仁傑與綁匪同夥將之打入大牢，狄仁傑因此認識不得志的醫官沙陀忠。
尉遲真金將銀睿姬帶回燕子樓保護，但有另一批刺客來到燕子樓欲綁架銀睿姬，尉遲真金在擊退刺客時中了麻藥，此時狄仁傑與沙陀忠及時趕到且擊退刺客，等尉遲真金醒轉後將銀睿姬帶回大理寺保護並安排狄仁傑辦理報到。銀睿姬向狄仁傑透露先前在龍王廟拯救他的怪物其實在燕子樓再次出現過並表明自己身分也給她破案線索，怪物原本是「雀舌」御茶的宮廷特供茶莊「清心茶坊」的少東家元鎮，不知甚麼原因才會變成怪異模樣。狄仁傑把帶有「雀舌」字樣的線索給尉遲真金推斷出在燕子樓欲綁架銀睿姬的刺客實為東島人，也推斷出這夥人窩藏在茶坊並帶人馬緝拿，但一到茶坊卻不見人影，狄仁傑與尉遲真金推斷大理寺有對方內奸。狄仁傑先前委託萬沙陀忠萬一他沒回就將銀睿姬帶出大理寺，也察覺元鎮曾經在染坊出現過，於是狄仁傑和沙陀忠制服元鎮後將其帶到師父太醫王溥的住宅，狄仁傑擔心大理寺內鬼會通知同夥因此將眾人窩藏在外族人聚集的地方。
同一時刻尉遲真金也帶人來到太醫王溥的家，但有人假冒太醫王溥並與之交戰但還是讓對方逃脫，尉遲真金以為狄仁傑想趁此陷害自己，欲逼出狄仁傑因此對外宣稱他與東島人同夥並全面通緝。
在太醫王溥救治下元鎮已經慢慢恢復正常，也向狄仁傑透露有位叫霍義的人曾經來拜訪他，希望能學雀舌茶的烘焙手法，實際上霍義假意向元鎮求學卻在他的茶中下蠱，元鎮不敢聲張於是把茶坊讓給霍義，但霍義不但不幫其解蠱反而逼他烘焙雀舌茶，某天守衛鬆懈時元鎮趁機逃脫，霍義派人捉拿銀睿姬是想誘出元鎮。王溥曾經替某位大臣治病獲得雀舌茶也覺得不對勁，後來發現雀舌茶被下蠱，眾人察覺萬一蠱毒發作所有大臣和包含皇帝皇后在內的皇族無一倖免。狄仁傑透過尉遲真金晉見武后揭露霍義的陰謀，並讓一名已喝過雀舌茶的大臣喝下童子尿解毒才得以證明所有進貢給皇宮大臣和皇族的雀舌茶已被下蠱，所有大臣和皇族喝下解藥後，霍義的計謀終告失敗。
狄仁傑冒死晉見又拯救皇族大臣的性命被武后封為欽差大臣，與大理寺連同辦理此案，雖然尉遲真金有所不滿但狄仁傑將抓獲大理寺內奸的任務和功勞交託給尉遲真金，在兩人使出引蛇出洞之計得知內奸其實是大理寺門房官程安，因為出身問題與有志難伸才接受東島人誘惑充當內奸，程安擺脫尉遲真金後來到東島人聚集的碼頭通知同夥逃離。尉遲真金、狄仁傑、沙陀忠同時趕到碼頭卻遭受到龐然大物的襲擊，眾人才察覺到先前派出的戰船正是受到此巨怪襲擊。尉遲真金和狄仁傑再次來到元鎮面前詢問線索，得知東島人的據點是在蝙蝠島，眾人決定用劇毒毒死巨怪，狄仁傑得知銀睿姬不見後察覺到不妙，原來先前銀睿姬曾來到皇宮意外讓武后得知銀睿姬來自扶余国，現正處於扶余国與大唐交戰按律應處斬，狄仁傑以自身性命擔保與武后打賭一天內擒拿霍義為首的東島幫，武后同意並表示若狄仁傑失約她也不會保留銀睿姬的性命。
狄仁傑等人來到蝙蝠島與霍義等人對峙，霍義為首的東島幫因為扶余国與大唐交戰而自家也受到牽連，為了報復才使出滅國毒計，霍義同時也透露自己有想趁機稱帝的野心。在狄仁傑、尉遲真金、沙陀忠合力下將霍義、程安等東島幫伏法並將巨怪毒死完成與武后之協定，銀睿姬性命雖已保留但必須軟禁在燕子樓，狄仁傑卻偷安排銀睿姬與元鎮離開洛陽。狄仁傑大破神都龍王案因此被賞賜亢龍鐧。
最後武后宴請狄仁傑、尉遲真金、沙陀忠，卻將雀舌茶端上誘騙三人飲下再將解藥童子尿拿出讓三人喝下作為先前讓皇族喝尿的報復。

## 角色
| 演員       | 角色       | 設定                                                                                                 |
| 趙又廷     | 狄仁杰     | 时年30岁，足智多谋，由工部阎尚书举荐进入大理寺任职，但不熟水性                                       |
| 馮紹峰     | 尉迟真金   | 大理寺卿，第一高手                                                                                   |
| 林更新     | 沙陀忠     | 在大理寺任职的基層狱医、師承太醫王溥                                                                 |
| 金汎       | 元鎮       | 焙製欽定皇貢：「雀舌」御茶的宫廷特供茶庄：“清心茶坊”的少东家，喜欢作诗的文艺青年，与银睿姬是一对恋人 |
| Angelababy | 银睿姬     | 燕子楼的花魁，扶余国人（敵國）                                                                       |
| 胡東       | 霍义       | 东岛帮首领，對皇族下蠱、意圖篡奪大唐的大反派                                                         |
| 劉嘉玲     | 武后       | 與唐高宗並稱「二聖」一同臨朝，對大唐皇位相當有野心                                                   |
| 盛鑑       | 唐高宗李治 | 大唐天子、與武后並稱「二聖」                                                                         |
| 陈坤       | 太医王溥   | 沙陀忠的师傅（友情客串）                                                                             |
| 言傑       | 鄺照       | 尉遲真金的侍衛                                                                                       |
| 張山       | 褚遂良     | |
| 馬京京     | 拓跋烈     | 綁架銀睿姬的綁匪頭目，霍义手下                                                                       |

## 创作

### 发展
影片的纯制作成本为1.5亿元，加上营销发行费用总成本约2亿人民币，这是华谊公司至今投资最多的影片之一。它是继2011年的《龙门飞甲》后，徐克拍摄的第二部3D电影，由于增加了水中怪兽元素，它也成为首部在水下拍摄的华语3D电影。如前部《通天帝国》一样，影片在开拍前由专业人士制作了大量电影场景的手绘图以引导现场拍摄和后期制作。
徐克表示，作为一部前传，影片讲述狄仁杰年轻时的生活体验，“讲的是他们刚刚步入社会的阶段，会是一个成长的过程，学习怎样跟世界走在一起，新鲜血液更能令观众会更好地体会到这种感觉。”制片人王中磊表示他在跟徐克讨论时，认为如果年轻的狄仁杰什么能力都有，那案子太好破了。所以在本片里，新版狄仁杰不再是个像之前刘德华饰演的狄仁杰一样完美的“全能型人才”，“他被拆成三个人，狄仁杰办案最好、主攻高明的判断力和智慧，尉迟真金武功最高，沙陀忠医术最棒”。徐克透露狄仁杰系列可能还有续集要拍，他希望唐朝的狄仁杰可以在世界电影史的神探排行榜里有一个显著的位置，“让他们知道我们中国的狄仁杰有多厉害。”

### 演员
演员选用跨国的“青春阵容”，如有韩国年轻男演员金汎参与演出。赵又廷、冯绍峰、林更新三名年轻人担任主演，虽然敲定时三人都不红，徐克也都不认识，但陈国富坚持认为这样选角可以降低薪酬保证投资尽可能用在制作上。徐克表示，跟他关系很好的一些年轻演员都很想演狄仁杰，“但也许我跟他们太熟了，我想再找一个比较不一样的狄仁杰”。台湾演员赵又廷得到陈国富的推荐饰演狄仁杰，徐克认为赵又廷具有知识分子的气质，又是很接近生活中的人，比较符合徐克心目中狄仁杰的形象。
主演赵又廷表示饰演这个角色很有挑战性，他的“青春版”狄仁杰与刘德华版有很大区别，“和那个一出场就处处完美的狄仁杰不同，初到大理寺的狄仁杰武功并没有那么好，也不会什么都懂，他还是需要尉迟真金和沙陀忠的协助，在这部影片里他是有一个成长的过程的。年轻时的他也不是一个太严肃的人，会有有趣的一面。”在他看来，狄仁杰是一个像徐克导演的“怪怪的天才”，“老爷是永远做好准备的一个人，心里同时想了无数条线，盘算着一切，可以对人很轻松，也可以很严肃。”

### 拍摄
2012年6月29日在横店影视城开拍，主要在秦王宫和清明上河图这两处景点拍摄，经过三个多月的现场拍摄后于同年10月10日杀青。本片有超过60个场景，为“场景最多的徐克电影”。
制作团队包括动作导演元彬、动作指导林峰、摄影指导蔡崇辉、美术指导麦国强，香港的胡伟立与日本的川井宪次负责作曲配乐，韩国公司继续负责后期特效制作。美指麦国强表示《神都龙王》对于盛唐的表现是一次全新升级，“通天浮屠已经把唐朝建筑表现到了极致，所以我用蝙蝠岛、码头、船坞把海上的唐朝展示出来，让观众看到一个更大的盛唐世界。”“大理寺”、“燕子楼”和“蝙蝠岛”为本片的三大场景，其中蝙蝠岛是一座漂浮在东海上的神秘小岛，是整个案件的关键，也是片中矛盾冲突最集中的场景。
徐克表示：在狄仁杰的故事世界里，他们把洛阳城被设计成一个充满运河文化的地方，洛阳城外成了一望无际的汪洋，“这种安排让狄仁杰的世界增加了更多的可能性。然后再多一点外国的元素跟当地特别的地理环境、文化状况，让狄仁杰能够成为一个更有趣的故事系列”。“施蛊术”的运用是编剧设计的超出普通人意料的情节，因为这样能吸引观众，让狄仁杰更有魅力。水中拍摄的镜头大约占了片长的四分之一，为此剧组在横店搭建了一个60米长、30米宽的水池，把260斤重的水下3D摄影机（租用澳洲的）放入水下进行拍摄。海战的拍摄难度非常大，这让主创思考了很久，预算的限制导致只能依靠工作人员设计了水炮和水的一些效果，以及打浪器等特殊道具。水下拍摄和海战是剧组面临的最大挑战。

## 发行
2013年5月下旬，华谊公司在第66届戛纳电影节发布了一支8分钟的3D未完成版花絮，受到各国片商的追捧，被誉为“戛纳电影节华语片花No.1”，并得到韩国、法国等32个国家与地区的预订。同时电影由《狄仁杰前传》正式定名为《狄仁杰之神都龙王》。7月28日，华谊发布了十张先导海报和首款预告片。同年9月1日下午，在北京最大的商业IMAX影院——北京金源星美影院IMAX影厅举行了终极预告片发布会，徐克、陈国富和刘嘉玲亲临现场揭秘影片的幕后故事。9月9日和11日分别举行华谊内部和全国院线高层看片会。9月23日，电影在北京举办大型首映礼，徐克、王中磊、陈国富、刘嘉玲、赵又廷、冯绍峰、Angelababy、林更新和韩国演员金汎等主创都现身。9月27日在全美三十余家影院上映，这次在北美只上映2D版本，以照顾对3D不甚感冒的北美观众。10月2日主创在台北举办了首映礼。

## 评价
2013年9月15日，《南方都市报》联合华谊兄弟邀请广州的一百名观众提前观影，结束后南都记者向观众进行问卷调查，观众几乎一致认为，影片海战中惊涛骇浪、水中浪漫吻戏、悬崖峭壁的对决戏、怪兽砸战船、水下骑马戏等3D效果与特效“带感”，“场面恢弘”，看得很“震撼”，武打设计、武器选择与3D技术结合到位、呈现出精彩的立体效果。近三成观众认为“故事性方面，探案悬疑的吸引力不够强”，是少许遗憾。观众认为启用的这些新演员起到一种刷新视觉感的作用，也很符合“青春版”狄仁杰的定位，但演员的“表演一般”、火花不多。整体上影迷们对于徐克的这部新作都给予很高的肯定，平均分打出4.3(满分5分)，推荐率高达95%。
影评人表江在网易评论道：“《狄仁杰之神都龙王》在古装探案奇幻片这个徐克新创的类型里又进一步风格化，探案部分的比例逐渐缩小，徐克将重心移到奇幻方面，下蛊和大鳌的想象天马行空，画面瑰丽。打斗场面更是追求3D效果，飞镖常常直冲观众面门而来，可以说整部影片商业元素非常突出，完成度在目前华语片里达到了非常高的水准。徐克在技术方面的追求是经年不歇，始终在探索新的领域，故事和人物在徐克的作品里都是配角，不夸张的评价，徐克才是华语电影界的“大怪物”，但这位“大怪物”总是让人耳目一新。……应该说背景空间设计、奇幻想象、动作打斗都达到了非常高的水准，但《神都龙王》最明显的一个新鲜感是主演。”
《北京青年报》记者李星文写道：“《神都龙王》中海怪毁船和猎杀海怪的大场面将3D电影在景深和逼真方面的优势发挥得淋漓尽致，繁盛的洛阳再度让观众梦回唐朝。片中有怪兽片的影子，大海中时起时伏的海怪跟《环太平洋》异曲同工。水中神驹则是中国式的神话设定，你可以说它是白龙马，也可以说是避水兽。“童子尿”做解药显然师从《西游记》中在车迟国降妖的孙猴子。还从《生活大爆炸》中“拉杰”处搬来“异性恐惧症”，不由分说安到沙陀忠的头上。影片的优点在于绚烂的视觉效果和趣味化的情节碎片，缺点在于故事的拖沓和逻辑的散乱。狄仁杰是民间传说中的破案高手，他也的确在《通天帝国》中有不错的表现，但这一次案子还在，但推理成了莫须有。从《通天帝国》到《神都龙王》，演员班底年轻了20岁，而徐克依然天马行空，生冷不忌，带着几许破绽招摇过市。”
本片被搜狐评为2013下半年十大华语佳片第三名。

## 票房
根据《中国电影报》统计数据，本片在中国首周两天收获9600万元，位列周票房第一名。次周收获3.51亿元蝉联周冠军，累计票房突破4亿元，打破了九项国庆档票房纪录。第三周收1.05亿元实现三连冠，以累计5.51亿元的成绩超越《龙门飞甲》的5.5亿创造了徐克电影作品的票房新高。第四周收3740万元列第五名，累计5.88亿元。影片最终票房为6亿元人民币，成为中国电影史上第八部票房过6亿元的国产电影，以及华谊兄弟出品发行的第四部过6亿元电影。
据美国票房网站统计，本片首周末两天在亚洲收获1700万美元（约合1.04亿人民币），登顶除北美以外的海外市场冠军，创造了徐克电影的开画最好成绩（第二位的是海外收入560万美元的朗·霍华德执导的赛车片《极速风流》，第三位是入账410万休·杰克曼主演的《囚徒》）。
本片的台北票房为1200万元新台币，全台约为3000万元新台币。香港票房为312万元港币。新加坡和越南分别为72.5万美元和45万美元，韩国为4.7万人次，北美不到9万美元。
| 上一届： 《非常幸运》 | 2013年中国内地一周票房冠军 第39周、第40周、第41周 | 下一届： 《金鋼狼：武士之戰》 |

## 獎項及提名
| 獎項                   | 類別                   | 名字                 | 結果 |
| ---------------------- | ---------------------- | -------------------- | ---- |
| 第33屆香港電影金像獎   | 最佳女配角             | 劉嘉玲               | 提名 |
| 第33屆香港電影金像獎   | 最佳新演員             | 林更新               | 提名 |
| 第33屆香港電影金像獎   | 最佳美術指導           | 麥國強               | 提名 |
| 第33屆香港電影金像獎   | 最佳服裝造型設計       | 利碧君、余家安       | 提名 |
| 第33屆香港電影金像獎   | 最佳動作設計           | 元彬                 | 提名 |
| 第33屆香港電影金像獎   | 最佳音響效果           | 曾景祥               | 提名 |
| 第33屆香港電影金像獎   | 最佳視覺效果           | 金旭                 | 提名 |
| 第33屆香港電影金像獎   | 最佳原創電影音樂       | 川井憲次             | 提名 |
| 第八屆亞洲電影大獎     | 最佳美術指導           | 麥國強               | 提名 |
| 第八屆亞洲電影大獎     | 最佳視覺效果           | 金旭                 | 提名 |
| 第八屆亞洲電影大獎     | 最佳造型設計           | 利碧君、余家安       | 提名 |
| 第12届長春電影節       | 最佳視覺效果獎         | 余家安、利碧君       | 獲獎 |
| 2014年华语电影传媒大奖 | 最受瞩目男演员         | 冯绍峰               | 提名 |
| 2014年华语电影传媒大奖 | 最受瞩目女演员         | Angelababy           | 提名 |
| 2014年华语电影传媒大奖 | 最受瞩目表现           | 林更新               | 提名 |
| 2014年华语电影传媒大奖 | 百家传媒年度致敬电影人 | 徐克                 | 提名 |
| 第51屆金馬獎           | 最佳視覺效果           | 金旭、PARK Young Soo | 提名 |
| 第51屆金馬獎           | 最佳美術設計           | 麥國強               | 提名 |
| 第51屆金馬獎           | 最佳造型設計           | 余家安、利碧君       | 提名 |
| 第51屆金馬獎           | 最佳動作設計           | 元彬、林峰           | 提名 |
| 第51屆金馬獎           | 最佳電影原創音樂獎     | 川井憲次             | 提名 |
| 第30届金鸡奖           | 最佳录音               | 曾景祥               | 提名 |

## 续集发展
影片结尾陆续出现了许多狄仁杰故事系列的概念场景图，包括通靈神宮、青銅戰士、微笑夜叉、巨靈掌、奪命盛宴、崑崙金頂、情人藤、幽靈谷、五鬼拍門、九尾狐、迦樓羅、七面人、通天帝國、海市蜃樓、殺人鳳凰、神都龍王、九鼎神珠、白眉道人、玲瓏塔、天火、高麗美人、霹靂梵音、黃金捲軸共计二十三个题材，其中通天帝国和神都龙王已经用过，而其余的都有可能是未来续集中要采用的重要元素。徐克表示有可能仿效007系列把狄仁杰故事继续拍下去，下一部续集很有可能延续现在的年轻班底，但不排除再与刘德华合作的可能。
在2014年5月的华谊兄弟“H计划”第四季项目上，公布有陈国富监制、徐克执导的《狄仁杰3》。